# Rova-Kent
Rova-Kent is een historisch merk van motorfietsen, dat waarschijnlijk ook onder de naam "Rova" produceerde.
Ze werden in 1913 en 1914 geproduceerd door Eglington & Clarke in Adelaide.
De motorfietsen van dit Australische bedrijf werden aangedreven door een 496cc-eencilinderkopklepmotor met vier kleppen.
Er bestond in Australië eerder (tussen 1900 en 1910) een merk dat onder de naam "Rova"-motorfietsen met Minerva-inbouwmotoren produceerde. Het is aannemelijk dat het hier om hetzelfde bedrijf gaat. Minerva stopte de productie van inbouwmotoren rond 1909, waardoor de "klanten" moesten omzien naar een andere leverancier. Waarschijnlijk is dit bedrijf daarom later als "Rova-Kent" met andere inbouwmotoren doorgegaan.